# 権威主義的パーソナリティ
権威主義的パーソナリティ（けんいしゅぎてきパーソナリティ、ドイツ語: Autoritäre Persönlichkeit, 英語: Authoritarian personality）は、社会的性格の一つである。社会的性格とはドイツのエーリヒ・フロムにより提示された概念で、「一つの集団の構成員の大部分が持っているパーソナリティ構造の中核であり、その集団に共通な基本的経験と生活様式の結果として形成されたもの」と定義される。この社会的性格の中でも特に、硬直化した思考により強者や権威を無批判に受け入れ、少数派を憎む社会的性格（パーソナリティ）のことを指して権威主義的パーソナリティと呼ぶ。
1930年代のドイツにおける、ファシズム台頭を受入れた普通の人々や下層中産階級に関して、社会心理学的な分析を行なったフロムや、アメリカの社会学者たちによって、人間の社会的性格（パーソナリティ）として主張された。フロムはこれを権威ある者への絶対的服従と、自己より弱い者に対する攻撃的性格の共生とした。思考の柔軟性に欠けており、強い者や権威に従う、単純な思考が目立ち、自分の意見や関心が社会でも常識だと誤解して捉える傾向が強い。外国人や少数民族を攻撃する傾向もよくある。このような社会的性格を持つ人々がファシズムを受け入れたとした。
これを民主主義的パーソナリティとの対置概念として、尺度化された1つの心理的傾向としてとらえようとしたのはテオドール・アドルノである。彼はドイツからカリフォルニア大学バークレー校に亡命し、Fスケールを開発しファシズム的な心理傾向（権威主義的態度）のスコアを作成した。この研究は反ユダヤ的偏見に関する大規模な心理学的研究プロジェクトの一環であり、第二次世界大戦や大虐殺(ホロコースト)に大きく影響されている。彼の研究はその後、自己指令性や、仕事とパーソナリティ研究にもつながった。